# Musallem Fayez
Bản mẫu:Arabic name
Musallem Fayez (tên đầy đủ  Musallem Fayez Muftah Hamdan Al Hamdani) (Arabic: مسلم فايز مفتاح حمدان الحمداني; sinh ngày 1 tháng 1 năm 1987) là một cầu thủ bóng đá người Các Tiểu vương quốc Ả Rập Thống nhất thi đấu cho Al Jazira ở vị trí hậu vệ. Anh thi đấu cho 4 matches với Al Ain FC tại Giải vô địch bóng đá các câu lạc bộ châu Á 2010.